# Crocodile (signalisation ferroviaire)
Pour les articles homonymes, voir Crocodile (homonymie).
Le crocodile est un équipement utilisé sur les réseaux ferroviaires français, belge et luxembourgeois pour transmettre en cabine une indication visuelle et/ou sonore de franchissement d'un signal. Il peut éventuellement arrêter le train en cas de franchissement dangereux d'un signal au moyen du dispositif embarqué dit de « répétition ponctuelle des signaux (RPS) », d'une brosse de contact et d'un actionneur sur le pupitre en l'absence de réaction appropriée du conducteur; certains signaux présentant l'aspect carré ou sémaphore fermé lorsque la ligne est équipée du dispositif automatique d'arrêt des trains (DAAT) nécessitent une action de la part du conducteur sur un actionneur spécifique (par exemple, limite d'alimentation électrique par caténaire).

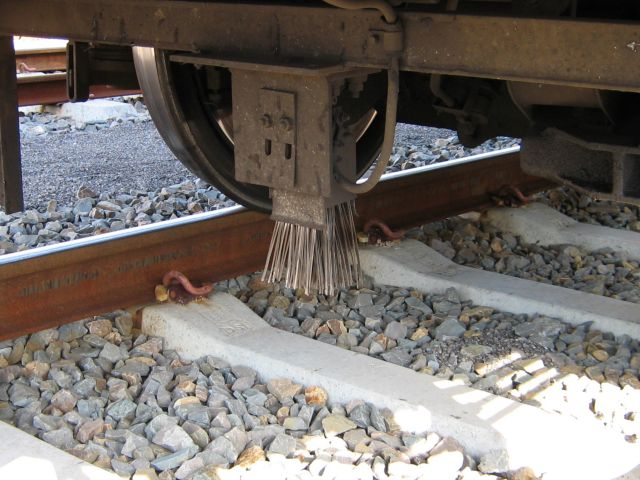
Brosse métallique servant à capter le signal électrique (continu et/ou fréquentiel) transmis par le crocodile.

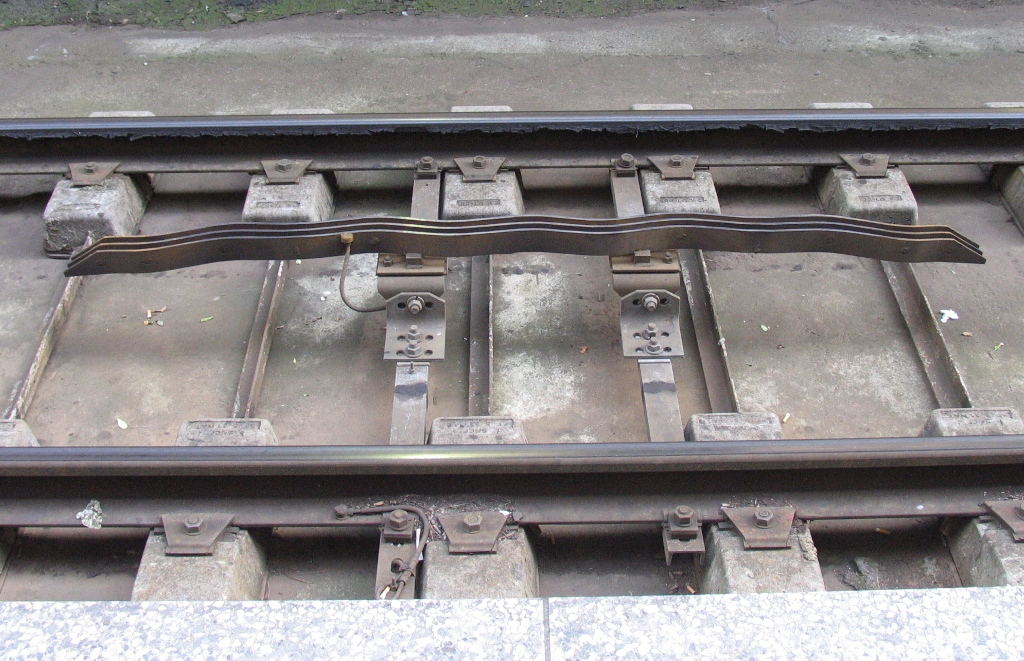
Crocodile court.

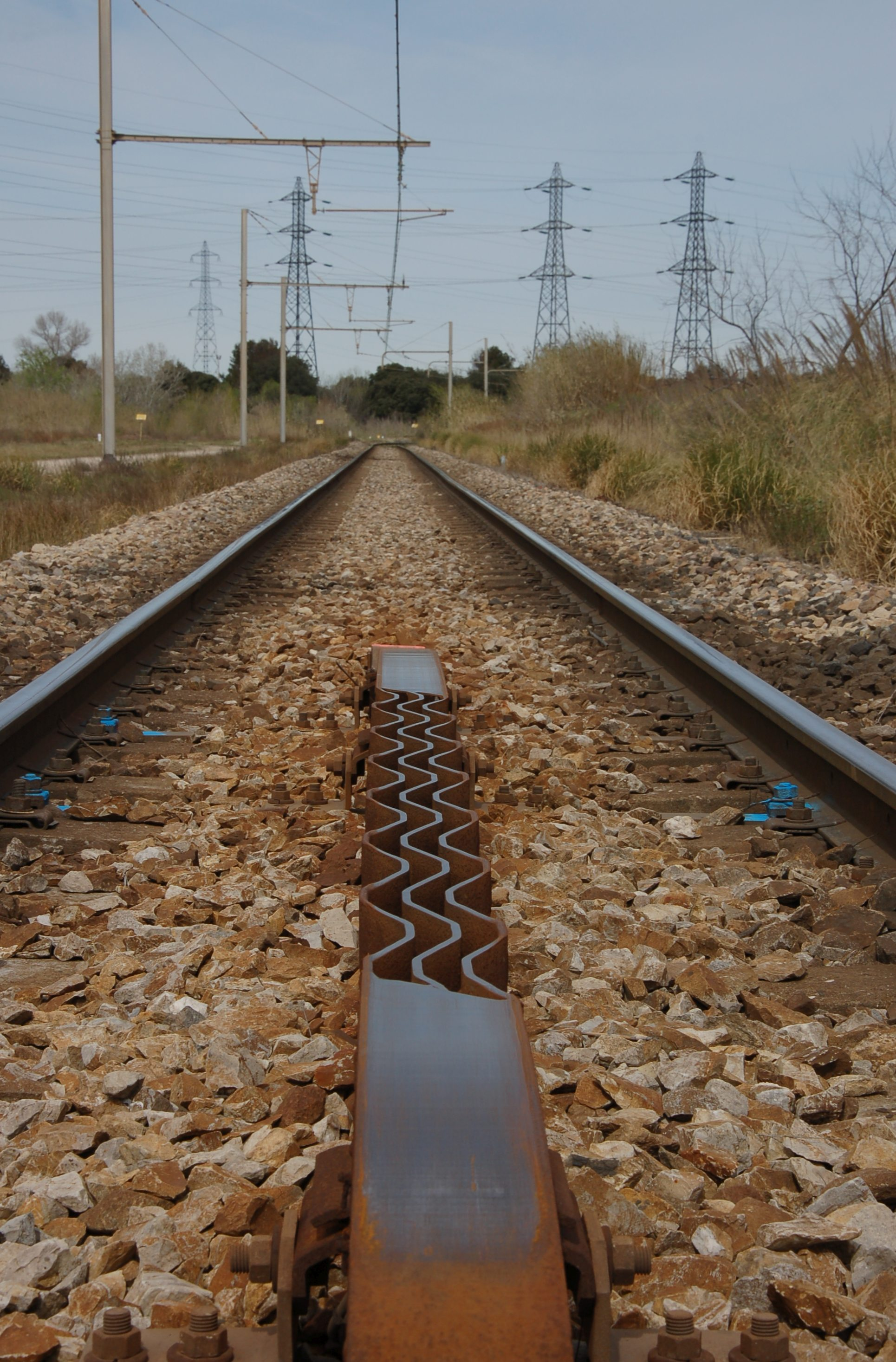
Crocodile.

Le crocodile est un dispositif de forme allongée placé entre les deux files de rails, le plus près possible en amont du signal. Il se compose d'un patin en acier, de deux mètres de long environ, sur lequel vient frotter une brosse de contact fixée sous le châssis des engins moteurs ou pilotes. L'ensemble transmet par contact électrique l'information représentative des aspects fermé  et ouvert du signal à répéter. Le crocodile est protégé des chocs par un ou deux blochets en bois ou en résine. Des modèles courts (50 cm) sont principalement utilisés en sortie de dépôt (test) ou lorsque les contraintes dimensionnelles n'autorisent pas l'installation d'un crocodile traditionnel.

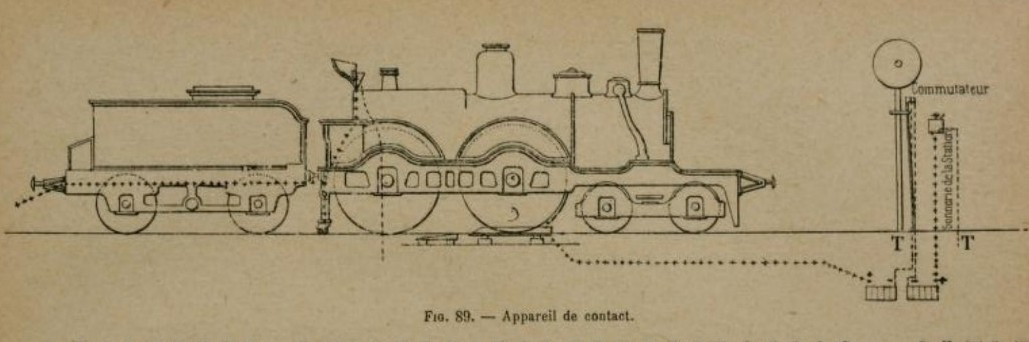
Appareil de contact du Nord (1907).

Le crocodile fut inventé en 1872 par les ingénieurs Lartigue et Forest de la Compagnie des chemins de fer du Nord associé à un appareil de répétition à contact électrique, le « sifflet auto-moteur »,,. En 1880, la Compagnie du Nord avait équipé toutes les lignes à double voie avec ce dispositif alors que les autres exploitants du réseau français ont résisté à la mise en place d'un système de répétition des signaux sur leurs lignes en dépit d'accidents récurrents (1891 : catastrophe de Saint-Mandé avec 184 victimes dont 46 morts ; 1896 : accident d’Albert ; 1898 : accident sur la ligne Paris/ Belfort avec 4 morts et 16 blessés au tunnel de La Pommeraye ; 1899 : accident sur la GC avec 18 blessés à Valenton ;  1899 : catastrophe à Juvisy, faisant 17 morts et 102 blessés ; 1910 : accident de Villepreux avec 21 tués et 46 blessés ; 1911 : accident de Courville avec 12 tués et 14 blessés ; 1917 : accident ferroviaire de Saint-Michel-de-Maurienne censuré pendant la première guerre mondiale sur la ligne de Maurienne avec plus de 500 morts et bien d'autres accidents censurés pendant cette guerre...). En réaction à l'accident de Perrigny du 5 février 1920, le ministre des Travaux Publics, Monsieur Albert-André Claveille, finira par émettre les deux circulaires du 10 avril et du 19 août 1920 enjoignant les responsables des réseaux de « prendre les dispositions pour que la répétition des disques et des signaux annonciateurs à damier vert et blanc sur les machines soit définitivement établie pour le 1 août 1922 ». En 1925, l’unification du système de répétition des signaux par brosse-crocodile est globalement réalisée en France et s'impose par sa  simplicité.

« Il reste à ce jour le moyen de liaison voie/machine le plus répandu sur les lignes classiques à signalisation fixe latérale. »

— Philippe Caron, Glossaire technique : Répétition des signaux (2017)

## Utilisation

### En France
- Historique :

À la suite de la catastrophe de Pomponne, près de Lagny (Seine et Marne) en 1933, l'État a imposé aux compagnies de l'époque la généralisation de la répétition en cabine des signaux. Cette fonction utilise le crocodile.
- Rôle du crocodile : 
  - il répète en cabine l'aspect fermé ou ouvert d'un signal[1]. Ce rôle est primordial, notamment en cas de mauvaise visibilité (brouillard, soleil rasant).
  - il donne l'assurance de la bonne vigilance du conducteur.
  - il insiste sur le caractère restrictif du signal qui vient d'être franchi.
  - Il permet d'enregistrer sur bande graphique l'aspect du signal franchi (ouvert ou fermé) ainsi que l'action de vigilance du conducteur.

- Signal fermé : est considéré comme fermé tout signal présentant au moins une des indications suivantes : 
  - Carré
  - Sémaphore
  - Feu rouge clignotant
  - Avertissement
  - Ralentissement 30
  - Ralentissement 60
  - Disque
  - Feu jaune clignotant
  - TIV (Tableaux Indicateurs de Vitesse limite) à distance en forme de losange. À noter qu'un TIV n'est de forme losange (donc avec répétition) que si l'écart de vitesse est d'au moins 40 km/h par rapport à la vitesse limite en cours. Il est également utilisé lorsque deux restrictions de vitesses sont successives et peut annoncer la première ou la seconde restriction.
  - TIV à distance de chantier.

- Signal ouvert : est considéré comme ouvert tout signal ne présentant que l'une des indications suivantes : 
  - Rappel de ralentissement 30
  - Rappel de ralentissement 60
  - Feu Vert clignotant
  - Voie libre

- Signaux de manœuvre : la présence de crocodile est facultative sur ces signaux :
  - Feu blanc
  - Feu blanc clignotant
  - Carré violet

- Installation initiale : à l'origine, le dispositif était du type « à double répétition sonore » :
  - Signal ouvert : le dispositif embarqué déclenchait un bref coup de timbre en cabine pour indiquer au conducteur le bon fonctionnement de la répétition des signaux.
  - Signal fermé : le conducteur devait au préalable appuyer sur le bouton d'acquittement pour confirmer qu'il avait bien vu l'indication « signal fermé » avant son franchissement. Ce geste était enregistré sur la bande graphique. Lors du franchissement du signal, le dispositif embarqué émettait une sonorité grave (klaxon) en cabine. Le conducteur devait alors appuyer à nouveau sur le bouton d'acquittement pour stopper cette sonorité. Ce geste était également enregistré sur la bande graphique. Dans le cas d'une absence de réaction de la part du conducteur, un freinage d'urgence était automatiquement déclenché après un retard de quelques secondes.

- Installation actuelle : Désormais, le dispositif est du type « optique à simple répétition sonore »[1] :
  - Signal ouvert : aucun signal sonore en cabine n'est émis lors du franchissement d'un signal ouvert.
  - Signal fermé : la principale nouveauté est l'installation d'une lampe témoin SF (Signal Fermé) sur le pupitre du conducteur. Désormais, il n'est plus nécessaire au conducteur de vigiler par appui sur le bouton d'acquittement à l'approche du signal fermé (sauf sur certains matériels roulants ainsi que sur le domaine RATP). En revanche lors du franchissement, la lampe de signalisation LS-SF clignote sur le pupitre de conduite, complétée par une alerte sonore forte. Le mécanicien doit alors appuyer sur le bouton d'acquittement BP(AC)SF pour couper ce signal sonore. La lampe LS-SF s'allume alors au fixe, afin de rappeler au conducteur que le dernier signal franchi était fermé. Elle s'éteindra au prochain signal rencontré ouvert. De manière évidente, l'arrêt d'urgence est déclenché si l'acquittement par le conducteur n'est pas réalisé dans les délais.

- Inconvénients du crocodile : 
  - De par sa conception, il ne permet de transmettre que deux états (signal ouvert ou signal fermé). Ainsi, sur la bande graphique, il ne sera pas possible de différencier par exemple un feu jaune clignotant et un avertissement.
  - Le crocodile ne permet pas de contrôler finement le bon respect de la vitesse par le conducteur. De ce fait, il est de plus en plus souvent complété par le système de contrôle de vitesse par balises (KVB).
  - Le crocodile fonctionne par émission de tension, principe qui n'offre pas le même degré de fiabilité qu'une véritable installation de sécurité. Pour compenser cette lacune, chaque bande graphique[b] d'engin est systématiquement analysée et comparée à une bande graphique étalon. Un trait manquant correspond à un crocodile en défaut. Le service de maintenance est avisé et l'installation peut alors être remise en état dans les plus brefs délais. Parallèlement, des voitures de contrôles techniques parcourent les lignes, détectent et signalent les crocodiles en défaut.

- Modes d'inhibition du dispositif RPS embarqué : Pour certains niveaux/modes de conduite comme ceux avec signalisation de cabine (TVM, ETCS niveau 1 ou 2... ) ou certains mouvements (marche arrière... ), le fonctionnement du dispositif RPS embarqué peut être inhibé selon divers modes[1].

Pour les lignes équipées en double signalisation avec crocodile, la répétition des signaux en cabine peut être réactivée en cas de défaillance du système de signalisation primaire.
- Autres usages du crocodile :
  - Reconnaissance banlieue : les rames banlieue sont équipées d'un filtre HF entre la brosse de l'engin moteur et le dispositif de répétition embarqué. En amont des gares souterraines et afin d'éviter qu'un train classique ne descende en gare souterraine, un ou plusieurs crocodiles de reconnaissance sont installés. Lors du passage du train sur le crocodile, le dispositif au sol reconnait la présence éventuelle du filtre HF. Les signaux vers la gare souterraine ne peuvent être ouverts que pour les engins disposant d'un filtre HF, donc les rames banlieue dont l'emmarchement est compatible avec la hauteur des quais.
    - Le tunnel de la ligne E impose pour y pénétrer un dispositif de reconnaissance semblable particulier et supplémentaire à bord des matériels roulants autorisés (MI 2N, NAT) à cause de sa déclivité prononcée.

  - DAAT (Dispositif automatique d'arrêt de train). Dans certaines lignes à signalisation simplifiée, le crocodile est raccordé à une installation au sol qui arrête le train en cas de départ intempestif d'un train sur signal fermé[1].
  - En région Midi-Pyrénées, une série espacée de 2 à 3 crocodiles reliés à des pédales de contrôles de la vitesse sert à signaler au conducteur (en répétant fermé) qu’il arrive trop vite à l’approche d’un carré fermé. Le premier crocodile contrôle à 60 km/h, le second à 30 km/h et le dernier à 10 km/h. Le système a été surnommé « KVB du pauvre », car il a été installé à l’époque en remplacement de balises KVB classiques. Un exemple de ce système est visible en gare de Saint-Sulpice (Tarn).

#### Particularité du domaine RATP
En domaine RATP, le crocodile est remplacé par un système de balises sans contact au sol fixes et commutables, appelés balises SILEC, et de lecteurs de balise à bord associés à un tiroir RPS avec vigilance permettant aussi le traitement de fonctions techniques comme le baisser/lever pantographe.
Ce système permet de gérer quatre aspects du signal répété.

### En Belgique

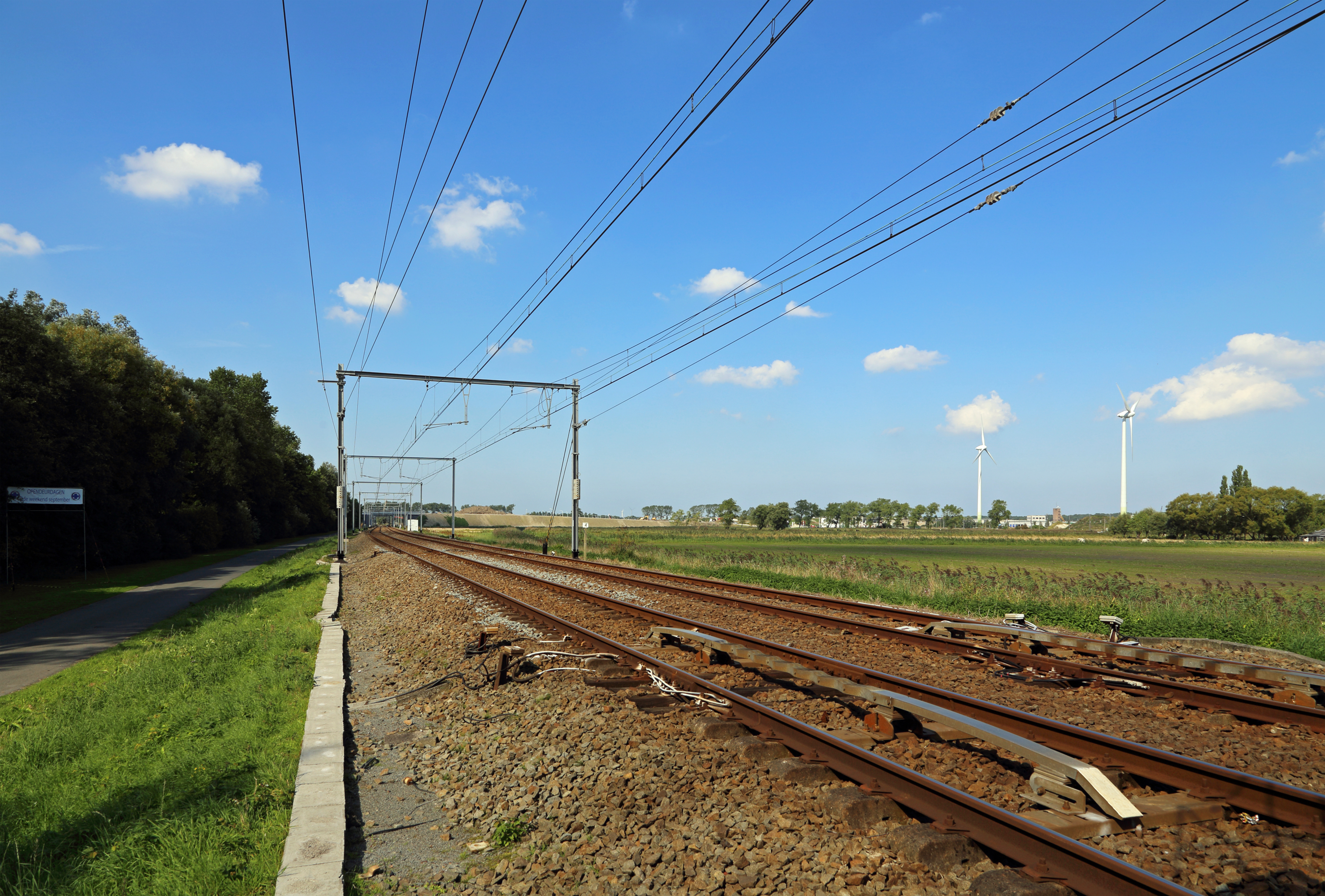
Un crocodile sur la ligne 51 Bruges-Blankenberge, en Belgique.

Il équipe avant tout les signaux avertisseurs (et grands signaux d'arrêt combinés) et certains panneaux de limitation de vitesse, ainsi que certains grands signaux d'arrêts simples. Le crocodile conduit à une répétition des signaux en cabine via les systèmes gong-sifflet et Memor, ainsi qu'une mémorisation des signaux restrictifs (Memor uniquement). Le franchissement d'un signal d'arrêt fermé ne provoque aucune action.
Le système TBL 1 ainsi que le nouveau système TBL 1+ (depuis 2007) utilisent également les impulsions des crocodiles, conjointement aux informations transmises par des balises.

### Au Luxembourg
Au Luxembourg, les crocodiles sont apparus en 1973.
Entre 2004 et 2019, le réseau ferré luxembourgeois a été équipé du système Memor II+, utilisant un ou deux crocodiles par signal. C'est un système temporaire installé en attendant la mise en place de l'ETCS sur tout le réseau.

## Solutions modernes de remplacement
Sur les trains récents, par exemple les TGV, le crocodile est complété par des systèmes plus élaborés de répétition des signaux en cabine (TVM, TBL, ETCS, etc.) basés sur des balises, des boucles ou encore des transmissions radio (GSM-R). Dans ce cas, ces dispositifs de sécurité embarqués peuvent provoquer un freinage d'urgence de la rame en cas de non-respect d'un signal ou de la vitesse autorisée.